# Кайюань (Телин)
Кайюа́нь (кит. упр. 开原, пиньинь Kāiyuán) — городской уезд городского округа Телин провинции Ляонин (КНР).

## История
В начале XIII века в этих местах находилась Срединная столица возрождённого киданьского государства Ляо (вассала Монгольской империи).
Кайюань ведёт своё начало со времён империи Мин. Название происходит от названия существовавшей в этих местах монгольской административной единицы.
После Синьхайской революции уезд вошёл в состав провинции Фэнтянь, в 1929 году переименованной в Ляонин.
После образования в 1932 марионеточного государства Маньчжоу-го уезд оказался в составе провинции Фэнтянь, а с 1941 года — в составе новой провинции Сыпин. По окончании Второй мировой войны вошёл в состав созданной правительством Китайской Республики провинции Ляобэй. После образования КНР в 1949 году провинция Ляобэй была расформирована, и уезд оказался в составе новосозданной провинции Ляоси. В 1954 году провинция Ляоси была расформирована, и уезд вошёл в состав воссозданной провинции Ляонин. В 1988 году он был преобразован в городской уезд.

## Административное деление
Городской уезд Кайюань делится на 3 уличных комитета, 16 посёлков и 1 национальную волость (Линьфэн-Маньчжурская национальная волость).

## Соседние административные единицы
Городской уезд Кайюань охватывает район Цинхэ, на юге граничит с уездом Телин, на северо-западе — с уездом Чанту, на северо-востоке — с уездом Сифэн. Кроме того, на западе он на небольшом участке граничит с территорией города субпровинциального значения Шэньян, на востоке — с городским округом Фушунь, на севере — с провинцией Гирин.